# Nachgelassene Dinge
Nachgelassene Dinge ist der Titel einer Kurzgeschichte von Stephen King (original: The Things They Left Behind), ursprünglich veröffentlicht in der Sammlung Transgressions – Terror's Echo (herausgegeben von Ed McBain).

## Inhalt
Fast ein Jahr nach den Terroranschlägen vom 11. September geschehen im Leben des Erzählers Scott Staley, der im Versicherungsbüro 'Light & Bell' im 110. Stock des World Trade Centers arbeitete, seltsame Dinge. Nicht nur wird Scott von Schuld geplagt (am Tag der Anschläge folgte er einer inneren Stimme, die ihn verlockte, den schönen Tag im Park zu verbringen), darüber hinaus tauchen in seinem Apartment Dinge auf, die seinen umgekommenen Kollegen gehören. Eine Sonnenbrille, ein Baseballschläger, ein Furzkissen – Scott erkennt alles sofort. Nachdem er sich davon überzeugt hat, dass er nicht unter Wahnvorstellungen leidet (andere können die Dinge auch sehen), versucht er, diese wegzuwerfen, doch sie erscheinen immer wieder.
Er vertraut sich seiner Nachbarin Paula an, die sich anbietet, eines der Dinge, die zurückgelassen wurden (einen Lucite Würfel), aufzubewahren. Der Gegenstand löst den schlimmsten Alptraum ihres Lebens aus, da er in ihrem Kopf die letzten Minuten im Leben des Besitzers heraufbeschwört. Sofort gibt Paula das Objekt zurück, doch durch sie versteht Scott seine Mission: Er muss die Dinge den Hinterbliebenen der Opfer zurückgeben – und als er die Freude in ihren Gesichtern sieht, fühlt er seine Schuld immer mehr zurückgehen.

## Entstehungsgeschichte
Der US-amerikanische Schriftsteller Ed McBain ist ein großer Fan von Novellen und bietet anderen Autoren mit der Reihe Transgressions eine Nische für dieses sonst so schwer zu vermarktende Format zwischen Kurzgeschichte (bis ca. 5.000 Wörter) und Roman (ab ca. 60.000 Wörter). Voraussetzungen: Die Geschichte durfte zuvor noch nicht publiziert worden und dem Genre 'Mystery' zuzuordnen sein.
Die Reaktionen der angesprochenen Autoren waren wie McBain im Vorwort zitiert gemischt; manche wiesen die Idee weit von sich: 'Up went the hands in mock terror. What? A novella? I wouldn’t even know how to begin one!' ('Hoch schossen die Hände in gespieltem Schrecken. Was? Eine Novelle? Ich wüsste nicht einmal, wie ich eine anfangen sollte!') Dennoch fand McBain neun gewillte Autoren, u. a. Jeffery Deaver, und trug selbst auch eine Novelle bei.

## Wissenswertes
- King verweist bei seiner Betrachtung von Schuldgefühlen und dem alltäglichen Schrecken auch auf Philosophen wie Henry David Thoreau und Poeten / Schriftsteller wie Borges oder Marquez. Der Erzähler teilt ihre Meinung, dass nicht wir Dinge besitzen, sondern diese Dinge (etwa die oben genannten Gegenstände) uns fest im Griff haben. Von ihnen geht eine treibende Kraft aus, da sie einen Teil der Persönlichkeit des Besitzers in sich gefangen zu haben scheinen und in anderen Personen die unterschiedlichsten Emotionen auslösen können (Gelächter, Angst und Trauer) – Emotionen, die mit den Dingen selbst nichts zu tun haben, sondern nur mit den Erinnerungen, die sie in sich tragen.
- King wagt sich daran, die letzten Minuten im Leben eines im World Trade Center gefangenen Mannes zu schildern und gedenkt auch jener Menschen, die sich nicht anders zu helfen wussten, als von dem Wolkenkratzer in den sicheren Tod zu springen, um den Flammen zu entkommen. So erinnert sich ein Kollege (der einzige andere Überlebende aus 'Light & Bell') daran, auf einem Photo die Mitarbeiterin Sonja D’Amico – die Besitzerin der Sonnenbrille – erkannt zu haben. Sie stürzte in die Tiefe und presste sich dabei fast keusch den flatternden Rock an die Oberschenkel. King zitiert hierzu den Dichter James Dickey, der in seinem langen Gedicht Falling an das Schicksal einer Stewardess erinnert, die im Oktober 1962 wegen einer defekten Tür aus einem Flugzeug gerissen wurde und über Connecticut in den Tod stürzte. Das Gedicht beschreibt ihre Gedanken beim Absturz und letztlich ihren Tod. Nimmt man die Aufnahme von Sonja D’Amico und den Titel Falling zusammen, kommt dem Leser fast zwangsläufig das vieldiskutierte Photo The Falling Man in den Sinn, das um die Welt ging und einen Mann zeigt, der beinahe einem eleganten Turmspringer ähnelnd vom World Trade Center in den Tod stürzt.
- Schuldgefühle von Überlebenden sind ein Psychologen hinreichend bekanntes Phänomen. Wann immer sie an das Unglück zurückdenken oder mit den Hinterbliebenen der Toten in Kontakt kommen, überwältigt sie das Gefühl, sie selbst hätten an ihrer Stelle oder zumindest mit ihnen sterben sollen. Als Scott die 'Dinge' erstmals sieht, hält er sie für Projektionen seines mit Schuldgefühlen überlasteten Verstands, da der erste Jahrestag des Unglücks vor der Tür steht.
- In der gesamten Kurzgeschichte kommen die Wörter World Trade Center oder Twin Towers kein einziges Mal vor.
- In der Reihe Der dunkle Turm geht King erstmals bissig auf den 11. September ein, als der Junge Jake Chambers eine magische Kugel im World Trade Center versteckt und sich sicher ist, dass sie dort auf alle Ewigkeit gut aufgehoben ist.

## Weitere Ausgaben der Geschichte
- Als Taschenbuch erschien Transgressions – Terror's Echo in den USA mittlerweile in vier Teilen. The Things They Left Behind ist zusammen mit John Farris' Story The Ransome Women veröffentlicht worden.
- Diese beiden Geschichten wurden wiederum zusammen mit der Novelle Keller's Adjustment von Lawrence Block als Hörbuch veröffentlicht (gelesen von John Bedford Lloyd).